# スリーアウトチェンジ 10th Anniversary Edition
『スリーアウトチェンジ 10th Anniversary Edition』（-テンス・アニバーサリー・エディション）は、日本のロックバンド、SUPERCARの企画アルバム。2007年4月4日、キューンレコードより発売。

## 解説
- デビュー10周年を記念して発売された、1stアルバム「スリーアウトチェンジ」に、今作で初めてお蔵出しとなる未発表レア・トラック集を加えた企画アルバム。
- 2枚組で、Disc 1はオリジナル盤をリマスタリングしたもの、Disc 2はレア・トラック集となっている。
- また、パッケージはカラーケースとなっており、これはオリジナル盤の初回仕様を再現したもの。
- 2007年6月末までの期間限定生産。現在は生産中止となっている。

## 収録曲

### Disc 1
「スリーアウトチェンジ」の項目を参照。

### Disc 2
1. cream soda (PREVIOUSLY UNRELEASED VERSION) (3:10)
2. (Am I) confusing you? (PREVIOUSLY UNRELEASED VERSION) (4:42)
3. DRIVE (PREVIOUSLY UNRELEASED VERSION) (3:37)
4. PLANET ～THE END OF CHILDHOOD～ (PREVIOUSLY UNRELEASED VERSION) (5:20)
  - 以上の4曲は、デビュー時のプロモーションのために制作されたキットに収録されたバージョン。
5. Lucky (LIVE AT GIGANTIC) (3:15)
6. RIGHT NOW (LIVE AT GIGANTIC) (2:50)
7. Trash & Lemmon (LIVE AT GIGANTIC) (3:34)
  - 東京では初、バンドとしては2度目のライブから3曲を収録。